# 26355 Ґрюбер
26355 Ґрюбер (26355 Grueber) — астероїд головного поясу, відкритий 23 грудня 1998 року.
Тіссеранів параметр щодо Юпітера — 3,382.